# Sauvassanjas
Sauvessanges és un municipi francès situat al departament del Puèi Domat i a la regió d'Alvèrnia-Roine-Alps. L'any 2007 tenia 541 habitants.

## Demografia

### Població
El 2007 la població de fet de Sauvessanges era de 541 persones. Hi havia 224 famílies de les quals 60 eren unipersonals (24 homes vivint sols i 36 dones vivint soles), 76 parelles sense fills, 76 parelles amb fills i 12 famílies monoparentals amb fills.
La població ha evolucionat segons el següent gràfic:
Habitants censats

### Habitatges
El 2007 hi havia 471 habitatges, 228 eren l'habitatge principal de la família, 186 eren segones residències i 57 estaven desocupats. 451 eren cases i 14 eren apartaments. Dels 228 habitatges principals, 198 estaven ocupats pels seus propietaris, 24 estaven llogats i ocupats pels llogaters i 6 estaven cedits a títol gratuït; 3 tenien una cambra, 6 en tenien dues, 30 en tenien tres, 65 en tenien quatre i 124 en tenien cinc o més. 176 habitatges disposaven pel capbaix d'una plaça de pàrquing. A 108 habitatges hi havia un automòbil i a 85 n'hi havia dos o més.

### Piràmide de població
La piràmide de població per edats i sexe el 2009 era:
| Homes | Edats   | Dones |
| ----- | ------- | ----- |
| 0     | 95 o +  | 4     |
| 0     | 90 a 94 | 0     |
| 8     | 85 a 89 | 8     |
| 8     | 80 a 84 | 8     |
| 24    | 75 a 79 | 32    |
| 16    | 70 a 74 | 20    |
| 16    | 65 a 69 | 8     |
| 20    | 60 a 64 | 20    |
| 12    | 55 a 59 | 12    |
| 16    | 50 a 54 | 16    |
| 24    | 45 a 49 | 12    |
| 20    | 40 a 44 | 16    |
| 4     | 35 a 39 | 8     |
| 20    | 30 a 34 | 12    |
| 28    | 25 a 29 | 20    |
| 4     | 20 a 24 | 4     |
| 4     | 15 a 19 | 12    |
| 12    | 10 a 14 | 12    |
| 12    | 5 a 9   | 24    |
| 12    | 0 a 4   | 8     |

## Economia
El 2007 la població en edat de treballar era de 306 persones, 226 eren actives i 80 eren inactives. De les 226 persones actives 214 estaven ocupades (129 homes i 85 dones) i 12 estaven aturades (5 homes i 7 dones). De les 80 persones inactives 38 estaven jubilades, 24 estaven estudiant i 18 estaven classificades com a «altres inactius».

### Ingressos
El 2009 a Sauvessanges hi havia 221 unitats fiscals que integraven 520 persones, la mediana anual d'ingressos fiscals per persona era de 13.234,5 €.

### Activitats econòmiques
Dels 21 establiments que hi havia el 2007, 1 era d'una empresa alimentària, 3 d'empreses de fabricació d'altres productes industrials, 5 d'empreses de construcció, 4 d'empreses de comerç i reparació d'automòbils, 2 d'empreses de transport, 2 d'empreses d'hostatgeria i restauració, 2 d'empreses d'informació i comunicació, 1 d'una empresa immobiliària i 1 d'una empresa de serveis.
Dels 5 establiments de servei als particulars que hi havia el 2009, 1 era un taller de reparació d'automòbils i de material agrícola, 2 paletes, 1 fusteria i 1 lampisteria.
Dels 2 establiments comercials que hi havia el 2009, 1 era una botiga de menys de 120 m² i 1 una fleca.
L'any 2000 a Sauvessanges hi havia 52 explotacions agrícoles que ocupaven un total de 1.452 hectàrees.

## Equipaments sanitaris i escolars
El 2009 hi havia una escola elemental.

## Poblacions més properes
El següent diagrama mostra les poblacions més properes.